# Chima (La Paz)
Chima (Aymara „Chima Jaukata“ = deutsch „gestrafter Ort“) ist eine Ortschaft im Departamento La Paz im südamerikanischen Anden-Staat Bolivien.

## Lage im Nahraum
Chima ist die zweitgrößte Ortschaft im Municipio Tipuani in der Provinz Larecaja. Die Ortschaft liegt in einer Höhe von etwa 576 m am Río Tipuani, der vom Südhang des Illampú-Massivs kommend zwanzig Kilometer flussabwärts bei Guanay in den Río Mapiri, einen Nebenfluss des Río Beni, fließt.

## Geographie
Chima liegt nordöstlich des Titicacasees am Ostrand der Anden-Gebirgskette der Cordillera Real.
Die mittlere Durchschnittstemperatur der Region liegt bei etwa 24 °C, der Jahresniederschlag beträgt etwa 1400 mm (siehe Klimadiagramm Mapiri).
Die Region weist keinen ausgeprägten Temperaturverlauf auf, die Monatsdurchschnittstemperaturen schwanken nur unwesentlich zwischen 21 °C im Juni und Juli und 26 °C von November bis Januar, und auch die Tages- und Nachttemperaturen weisen nur geringe Schwankungen auf. Die Monatsniederschläge liegen zwischen unter 50 mm in den Monaten Juni und Juli und etwa 200 mm von Dezember bis Februar.

## Wirtschaft
Das Tipuani-Tal ist das wichtigste Goldbergbaugebiet Boliviens, wobei die Goldfunde nur von geringer Ergiebigkeit sind, so dass 90 Prozent der Bevölkerung unter der Armutsgrenze leben. Der Abbau geschieht sowohl im Tagebau als auch untertage bis zu einer Teufe von etwa 100 m. Für die Stabilisierung der Bergwerksschächte ist in den vergangenen Jahrhunderten in großem Maße der Naturwald rings um das Tipuani-Tal gerodet worden, so dass sich hier unfruchtbare Grasländer ausgebreitet haben, welche den steilen Hängen des Tipuani-Tals nicht mehr genügend Halt geben. So forderte im März 2003 ein Erdrutsch mehr als einhundert Todesopfer, als begünstigt durch Unterhöhlungen vom Goldabbau oberhalb von Chima der Cerro Pucaloma praktisch zusammenbrach und ein dreihundert Meter hoher Hang über die Ortschaft hereinbrach.

## Verkehrsnetz
Chima liegt etwa 280 Straßenkilometer nördlich von La Paz, der Hauptstadt des gleichnamigen Departamentos.
Von La Paz führt die teilweise asphaltierte Nationalstraße Ruta 3 in nordöstlicher Richtung 160 Kilometer über Cotapata bis Caranavi, von dort zweigt die unbefestigte Ruta 25 ab, die nach 70 Kilometern Guanay erreicht und weiter nach Mapiri und Apolo führt. Von Guanay aus führt eine dreistündige Fahrt über kaum befestigte Straßen in südwestlicher Richtung entlang des Río Tipuani, überquert den Fluss bei Cangalli und erreicht Rinconada vorbei an Tipuani nach vier Kilometern und führt auf weiteren acht Kilometern flussaufwärts nach Chima.

## Bevölkerung
Die Einwohnerzahl der Stadt ist in den vergangenen beiden Jahrzehnten stark zurückgegangen:
| Jahr | Einwohner | Quelle       |
| ---- | --------- | ------------ |
| 1992 | 3302      | Volkszählung |
| 2001 | 1936      | Volkszählung |
| 2012 | 1576      | Volkszählung |
| 2024 |           | Volkszählung |

Aufgrund der historischen Zuwanderung weist die Region einen nicht unwesentlichen Anteil an indigener Bevölkerung auf, im Municipio Tipuani sprechen 28,8 Prozent der Bevölkerung Aymara und 15,5 Prozent Quechua.